# PAC P-750 XSTOL
Il PAC P-750 XSTOL è un aereo da trasporto executive, monomotore turboelica, monoplano ad ala bassa e carrello triciclo fisso, sviluppato dall'azienda aeronautica neozelandese Pacific Aerospace Limited.

## Storia del progetto
Lo sviluppo dell'aereo risale al 1999, quando lo US skydiving market incaricò la Pacific Aerospace Ltd lo sviluppo di una versione più grande del PAC Cresco. Le caratteristiche di questo nuovo aereo comprendere: capacità di trasportare 17 paracadutisti in quota e ritorno in aeroporto entro 15-16 minuti; minor numero di guasti con uso continuo del velivolo; facilità di pilotaggio; basso costo di manutenzione e nell'utilizzo.
Di conseguenza, Pacific Aerospace iniziò lo sviluppo del nuovo aereo. Nei piani dell'azienda questo doveva essere un velivolo robusto con prestazioni STOL, capace non solo di trasportare paracadutisti, per ma anche merci, passeggeri ed essere utilizzato come aereo agricolo e nella fotografia aerea.

## Versioni
750XL
prima versione prodotta in serie.
750XL-II
nuova versione dotata di nuova avionica, motore più potente ed elica a 4 pale.

## Utilizzatori

### Militari
Corea del Nord
- Chosŏn Inmin Kun Konggun

3 P-750XL consegnati.
 Papua Nuova Guinea
- Papua New Guinea Defence Force

1 P-750XL ordinato nel 2016 e ricevuto a settembre 2021, più 2 ulteriori esemplari ordinati nel 2016 e consegnati il 2 novembre 2023.